# 5·16 군사정변
5·16 군사정변은 1961년 5월 15일 저녁부터 1961년 5월 18일 정오무렵까지 서울, 부산, 대전, 광주, 김포, 인천, 포천 등에서 일어난 군사정변을 말한다. 주체는 서울을 관할하는 제6관구의 전 사령관이었던 박정희 소장이었으며 십수 명의 장성 및 수십 명의 영관급 장교들과 군정을 수립하였다. 참여 병력으로는 공수특전단 1,000여 명, 해병대 제1여단 1,300여 명, 6관구 사령부 소속 병력 1,700명, 제6군단 포병단 5개 대대 3,000여 명과 제5사단(사단장 채명신 준장이 이끌고 서울 진주), 제12사단(사단장 박춘신 준장과 부사단장 및 작전참모가 이끌고 춘천 진주), 제30사단(부사단장, 작전참모, 헌병부장이 사단 이끌고 서울 진주), 제33사단(작전참모, 연대장 등이 이끌고 서울 진주), 그리고 2군을 비롯한 지방에 있던 여러 장교들까지 수천 명으로 전체 국군의 0.5%가 참여한 군사정변이다.

## 원인

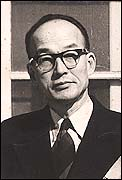
윤치영, 이승만의 최측근이었던 그는 장면 내각에 큰 불만을 품고 있었다.

5.16의 원인은 장면 정권을 퇴출코자 계획된 운동이었다. 김종필, 오치성, 김형욱 등 5.16 주체세력의 핵심 멤버 육사 8기생 9명이 민주당 세력을 제거해 군정을 수립하기 위해 1960년 9월 10일 이른바 충무장 결의를 하면서부터 시작되었다. 군 장성과 6관구모장 김재춘 등을 거사에 끌어들였고 김형욱 등이 육본에서 동지들을 작전참모로 추천하며 부관감실에서 인사발령을 내는 방식과 포섭한 동지의 인맥을 이용해 2차·3차 포섭하는 방식으로 제30사단, 제33사단장, 문재준과 6군단 포병단, 공수특전단 등을 포섭해 나갔다. 이 과정에서 제1201야전공병대 포섭은 실패하였다. 따라서 조직은 포섭될 만한 이들을 중심으로 비밀스럽게 조직되었다. 심지어는 2군 부사령관 박정희와 육본과 후방 부대들을 동원해 거사하는데 육군참모총장이 과 결탁했다는 소문까지 공공연히 유포되어 장도영과 장면에게 각각 보고되기도 하였다. 그러면서 5.16 정변세력은 전화, 모임에서 사장, 전무, 공사장이라는 용어를 사용해 사업으로 위장함으로써 증거를 남기지 않았다. 그 결과 막연한 정변설만으로 장성들을 체포하지 못하였다. 오히려 그러려면 장도영이 장도영 스스로를 체포해야 하는 상황이었다. 따라서 장면과 장도영은 각각 검찰과 군을 통해 다른 방식으로 근거를 잡는 데에 주력했다. 그러나 근거는 전무하였다.장도영 역시 백운상 대령을 대구로 내려보내 근거를 수집케 하였으나 쿠데타를 입증할만한 아무런 근거도 얻을 수 없었다.

### 이승만을 신임하고 4.19세력을 불신하던 미국 대통령 케네디
당시 미국 정보국과 장총리의 고문이였던 위태커는 장도영 육군참모총장이 정보를 확보했음에도 불구하고 정변 세력을 이용하기 위해 이러한 행동을 했을거라 보았지만 실상은 윤치영, 임영신, 임병직 등의 인사들과도 사전에 여러번 교섭하였고 이들의 지지를 이끌어내는데 성공함으로써 5.16은 발각되지 않고 마침내 성공에 이르게 된다.
4.19혁명 이후의 정치권과 사회의 불안정함, 기득권과 이익집단 및 군의 반동적이며 보수적인 경향을 원인으로 볼 수 있다.
박정희를 주축으로 한 군사혁명위원회는 제2공화국의 정치력 부재와 사회·경제적 혼란으로 응축되어 있던 불만이 촉발된 성격이 있다고 주장했다.

## 전개

### 정변 초기

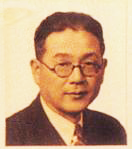
국무총리 장면

1961년 5월 16일 새벽 박정희 소장이 의장으로 추대된 군사혁명위원회를 구성해 전권을 장악하고, 혁명의 성공과 노산 이은상 선생이 작성한 혁명선언문과 6개항의 '혁명공약을 라디오를 통해 발표하였다.
제2공화국 당시는 의원내각제이었던 상황에서 헌법상의 국정·국군 통솔권은 국무총리인 장면에게 있었다. 그는 장도영의 전화를 받고 새벽 4시경 미국 대사관으로 향해 군사 세력을 진압을 하려고 했지만 직원이 부재중이서 들어갈 수 없었고 카르멜 수도원으로 피신하여 수차례 미국에 사태 진압을 요청했다. 5월 18일, 박정희는 유원식을 데리고 청와대로 찾아갔다. 그러나 윤보선 대통령은 쿠데타군을 진압하기보다, '올 것이 왔다.'며 체념하는 태도를 취하였다.
5월 20일에는 군사혁명위원회가 국가재건최고회의로 개편되고 장도영을 헌법에는 없는 "내각수반"으로 임명하였다.
정변 초기에 미8군 사령관 C. B. 매그루더, 야전사령관 이한림 등의 반대로 잠시 난관에 부딪히기도 하였으나 美 정부의 신속한 지지 의사 표명, 장면 내각의 총사퇴, 대통령 윤보선의 묵인 등에 의하여 성공했다.

### 윤보선 대통령의 행동

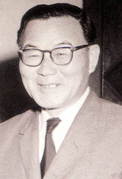
대통령 윤보선

윤보선 대통령은 국군 통수권자이며 국가원수임에도 불구하고 정통성을 지닌 합법 정부를 수호하지 않았다. 접견실에서 박정희, 장도영 등 쿠데타 주모자를 만난 윤보선 대통령은 "올 것이 왔구나."라는 말로 입을 열었다. 혼자 하는 말이었지만 소리가 워낙 커 다른 사람들도 그 말을 들었다고 한다.
국방부 장관 현석호를 비롯한 각 부서의 장관, 차관, 처장급 인사들이 줄줄이 가택에서 체포되거나 연행되는 형식으로 청와대에 끌려왔다. 이때 민주당 신파의 각료인 정일형, 현석호 등은 윤보선의 발언을 듣고 경악한다.
현석호는 회고록에서 윤보선은 이 말에 이어 "나라를 구하는 길은 이 길밖에 없었다."면서 장면 정부에 비난을 퍼붓고 박정희의 거사에 찬사를 보냈다고 했다.
군부에 의해 청와대로 온 현석호는 윤보선의 이 발언을 가리켜 '한 마디 평생토록 잊지 못할 말을 했다.'고 진술했다.
1962년 3월 22일 대통령 윤보선은 오후 8시 30분 방송을 통해 하야성명을 발표하였다.
금번 군사쿠테타가 발생하면서 나는 무엇보다도 귀중한 인명의 희생이 없기를 바랐으며 순조롭게 수습되기를 희망하였습니다. 다행히 하늘은 우리를 도와서 무사하게 이 나라의 일을 군사혁명위원회의 사람들이 맡아서 보게 하였으며 국민 여러분이 또한 커다란 기대를 가지고 있다는 것을 알게 된 나는 지금 안심하고 이 자리를 물러나겠습니다. 아무쪼록 군사혁명위원회의 사람들은 그 소신과 충성을 다하여 이 나라를 발전시키고 이 국민을 하루속히 궁핍에서 건져내 주기를 바라며 나의 친애하는 국민 여러분이 적극적으로 이에 협조해주실 것을 간곡히 부탁하는 바입니다.

윤보선의 사임발표가 있자 군정 측은 그의 사퇴를 만류하였다. 5월 19일 밤 박정희와 장도영이 경무대를 찾아와 윤보선의 사임을 만류했다. 그러나 그 만류는 시늉이었다. 장도영에겐 윤보선이 좀 더 필요했던 것 같으나, 박정희는 윤보선의 사임을 속 시원하게 생각하고 있었다. 이때 사임를 고사한 일로 후일 민주당 신파 계열에서는 그가 군사정권에 협력했거나 내통, 또는 매수했다며 공격하였다.
5월 20일 상오 외무부 차관 김용식이 윤보선에게 "유일한 헌법기관인 대통령의 이 시점에서의 하야는 국제법상 새 정부의 승인문제를 복잡하게 할 우려가 있다."라고 설명했다. 김용식은 이 점을 박정희에게도 설명했다. 5월 20일 오후 2시 윤보선, 박정희, 장도영, 김용식 4자 회담이 열렸다. 이 자리에서 김용식은 다시 "만일 각하가 사임한 뒤 이북이 남침하면 외국과 유엔에 호소하려 해도 대한민국을 대표하여 호소할 기관이 없다."며 사임재고를 요청했다. 재고 요청에 박정희와 장도영, 미국의 만류도 있었다.
결국 윤보선은 당일 오후 6시 예정돼 있던 고별회견 대신 "국가재건최고회의에서 하야하겠다는 나의 결정이 국제적, 국내적으로 영향이 크다 하므로 나라 일을 해친다는 것은 옳지 않다고 생각하여 만부득이 이 나라 형편을 생각하여 번의해야 할 것 같다."며 하야를 번복, 번의 회견을 하였다. 1961년 6월 6일 국가재건최고회의와 현충일 행사에 참석하였다.

## 결과

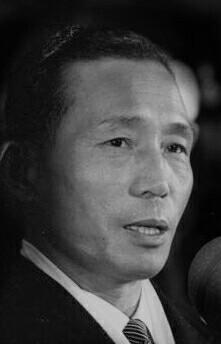
박정희

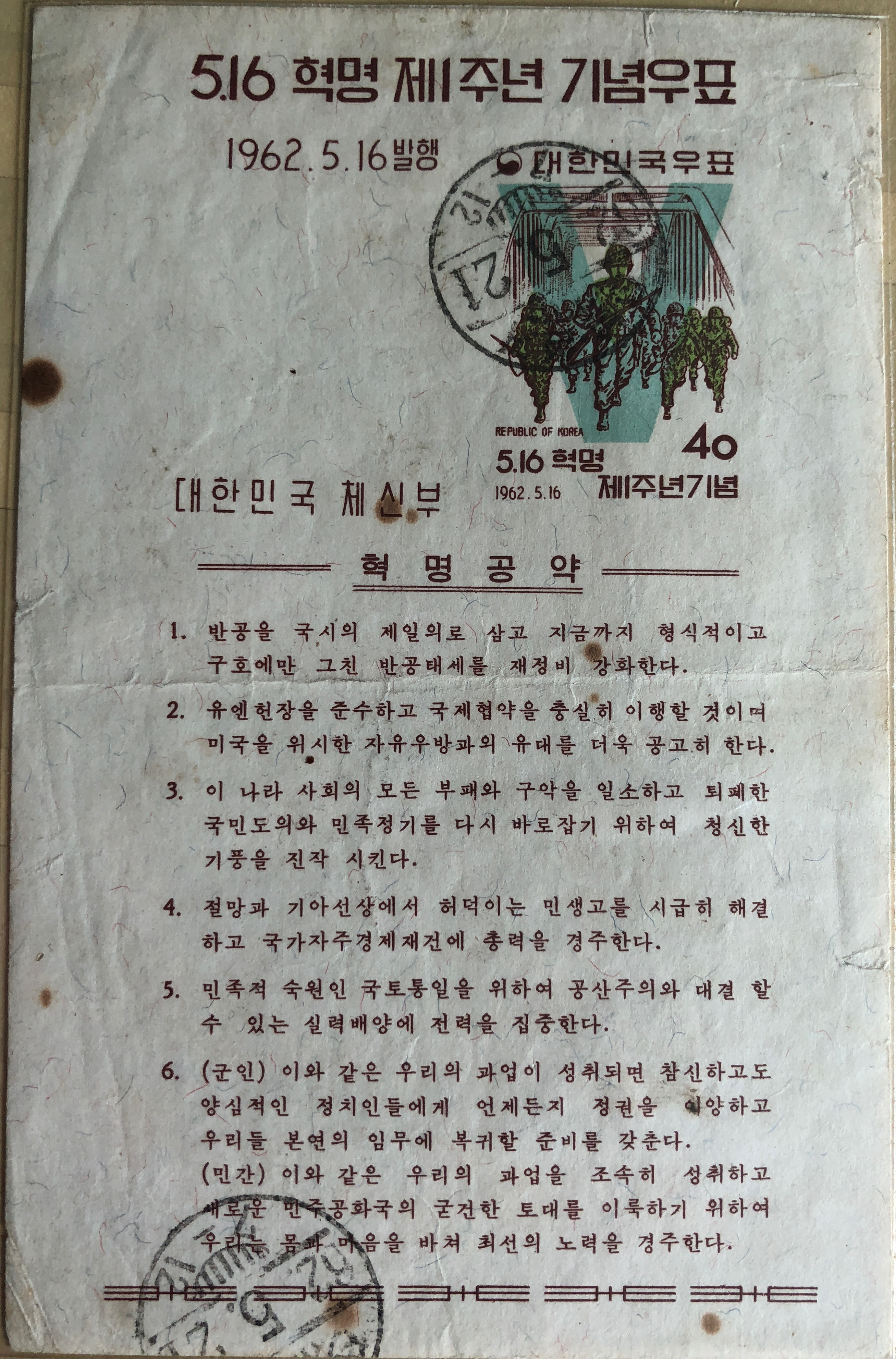
1주년 기념우표

5월 16일 혁명위원회 포고 제4호로써 민의원, 참의원 및 지방의원 등 대의원 헌법기관은 해산되었고 5월 22일 국가재건최고회의 포고 제6호 정당 및 사회단체는 해산되어 정치활동이 완전히 금지되었다. 따라서 민주적으로 선출된 장면 내각은 붕괴되었고 국가재건최고회의에 의한 약 3년간의 군정통치가 이루어졌다. 군정기간 중 정변세력은 특수범죄처벌법, 정치활동정화법 등의 법적 조치를 통하여 정치적 반대세력과 군부 내의 반대파까지 제거하였다. 또한 핵심권력기구로서 중앙정보부를 설치하고 1963년에는 박정희 대통령 권한대행이 초대 총재로 있는 민주공화당을 창당해 대통령제 복귀 등을 골자로 하는 헌법개정을 하였다. 1961년 8월 17일에는 수도사단이 수도방위사령부가 되고, 그 해 10월 2일에는 출국과 입국 관리 기관의 직제가 외무부에서 법무부로 바뀐다. 1962년 6월 16일 박정희 국가재건최고회의 의장이 내각수반 직을 겸임하게 된다.

### 독립군 연통제 기반 국내 비서이던 윤치영의 쿠데타 지지와 하와이 이승만
박정희가 4·19 혁명으로 하야한 이승만의 귀국을 막았다는 것이 기존의 인식이며 통설이었으나, 그와 상반되게 1962년 11월 박정희 대통령 권한 대행은 중앙정보부 김종필 부장이 이승만에게 거금 2만달러를 직접 전달토록 한다.
5·16 군사정변으로 집권한 의장 박정희는 1963년 대통령 선거에 출마하여 현직 대통령이었던 윤보선을 물리치고 제5대 대통령에 취임하였다. 이후, 박정희는 6대 대통령 선거에서도 윤보선을 물리치고 승리했다.

### 국가재건최고회의

#### 정군운동의 폭동진압 봉화작전 역이용 봉쇄
1961년 5월 12일 검찰총장 이태희가 서울지구 방첩대장실에서 국방장관이나 참모총장의 허락이 필요한 박정희 장군의 체포를 제촉하며 성화를 부렸으나, 참모총장 공관의 장도영 육군참모총장은 조금더 살펴보겠다고 답한다.
김덕승씨가 5·16 직전 거사 자금을 확보하려다 검찰에 체포된다.
5월 15일 저녁 7시 30분 30예비사단 사단장을 강금하고 10시에 출동 대기 새벽 2시에 쿠데타군으로 출동하게 되어 있던 계획이 30사단 사단장에게 누설된다. 보고를 전해 들은 서울지구방첩대의 장도영 육군참모총장은 박정희 소장에게 미행팀을 붙인다.
육군본부 헌병감실에서 진압군 6관구 사령관은 진압군 측으로 오해하며 반란군 측의 6관구 사령부 참모장실에 있던 참모장 김재춘 대령에게 전화 통화로 사령부에 곧 도착하게 되는 육군본부 헌병 중대의 지휘권을 위임한다. 9시 30분 쯔음 자택을 나서던 박정희 소장에게 거사 본부로 정해놓은 6관구 사령부의 참모장은 30사단 밀고, 33사단 출동 불능, 육군본부 헌병대의 6관구 사령부에 배치 사실을 전화로 보고한다.
밤 10시경 15범죄수사 대장은 반란군은 즉각 사살하라는 명령을 받고, 30사단장과 동행하여 방자명 헌병 중령의 비상소집한 창간병 병력으로 30사단에 반란을 진압하려 간다.

#### 완전히 격리되어 버린 6관구 사령부에 육군본부 수사대
6관구 사령부에서 도착한 헌병차감 이광선 대령과 동행한 정명환 508방첩대장은 사령관실에만 있게 된다.
밤 11시경 진압군 측 6관구 사령관으로부터 지휘권을 넘겨받은 반란군의 중심세력인 영내에 도착한 6관부 사령부 참모장 김재춘 대령은, 육군본부로부터 헌병차감 이광선 대령이 이끌고 온 11헌병중대를 6관구 사령부 영내의 제사 창고 안에서 모두 대기하도록 시킨다. 반란군 6관구 작전참모 박원빈 중령도 6관구 사령부 출입문 3개를 6관구 10경비중대로 완전히 봉쇄한다.
밤 10시까지 6관구 사령부로 가게 되어 있었지만 자택을 떠나서는 술자리를 가진 박정희 소장 일행이, 6관구 사령부 쪽으로 한강 인도교를 건널 때에도 뒤따르던 미행팀에게 육군참모총장은 체포 명령을 내리지 않는다.
5월 16일 반란군 30사단의 출동은 완전히 저지되고, 30사단에서는 다시 진압군 4개 소대만 편성하여 출동 대기시킨다. 새벽 0시 15분경 6관구 사령부는 반란군의 지휘소인데, 박정희는 6관구 사령부 정문을 통과하고 6관구 사령부 참모장실에 반란군 측 장교 20여명이 모인다.
공수단 출동을 위해서 6관구 사령부에서 지원한 차량들이 공수단에 늦게 도착하였으나, 공수단의 체포조를 이끌기로 했던 영관급 장교들이 제때에 오지 않아서 공수단 출동이 지연된다. 새벽 2시 박정희는 공수단 출동을 독려하기 위해서 6관구 사령부를 떠난다. 6관구 참모장은 육군 참모총장에게 6관구 사령부의 상황이 진정되었다고 허위 보고를 한다.

#### 박정희의 군사 행동
오기로 했던 영관급 장교들 중에서 박종규 소령만이 공수단 도착하니, 공수단에 도착한 박정희에게 공수단장 박치옥 대령은 안내 장교가 오지 않는다고 따진다.
공수단의 출동을 독려하고, 김포 해병여단으로 떠난 박정희는 염창교 부근에서 출동해서 트럭에 분승한 해병여단을 만난다. 박정희의 차는 해병대를 뒤따르고 공수단 6관구 트럭은 해병대 뒤에 따라 붙는다.
새벽 3시 20분경 같은 시각 중화기는 없었으나 카빈 소총으로만 무장한 7헌병 중대 50명의 헌병들에 한강 인도교의 방어선이 강력해서 해병대 병력만으로 돌파를 못한다.
새벽 3시 30분경 해병대와 공수단 한강인도교 남단에 도착한 시각에 제6군단 4개 포병대는 아무런 제지를 받지 않고 육군본부를 접수한다. 한강인도교에서 해병대와 헌병 간에 치열한 교전이 벌어지고 있을 때, 해당 지역을 담당하던 용산경찰서는 총성을 단순 오발 사고로 생각했다. 총소리가 계속되자 시민들의 문의 전화가 쇄도했으나 총성의 진원지를 파악할 수 없었다.
새벽 3시 40분쯤 용산경찰서에 북한강파출소로부터 해병들이 육군 헌병들과 충돌하여 인도교를 포복으로 올라오고 있다는 급보가 들어왔다.
새벽 3시 50분경 수면 중 유탄을 맞고 부상을 당한 한 주민이 용산경찰서에 실려오자 그제야 사태의 심각성을 깨달았다.
새벽 4시 1야전군 사령부에 비상 소집 회의에서는 6군단 포병사령부 문재준 대령의 쿠데타 가담을 보고 받는다.

#### 해병대의 연이은 반격으로 오인할만 방심과 패퇴
해는 뜨지 않았으나 하늘은 검고 땅 쪽엔 밝은 상황에서 공수부대장은 이 작전은 실패한거 같습니다라며 위험해진 박정희 2야전군 부사령관을 한강 인도교의 다리 교각 뒤로 숨긴다. 그리고 박정희가 공수단에게 협조를 구했고 해병대를 뒤따르던 공수단 병력이 작전에 나선다.
새벽 4시 15분 다리 한쪽은 공수단, 한쪽은 해병대로 병력을 다시 편성해서 나아가며 헌병 방어선을 격파한다. 이 교전에서 헌병 3명, 해병 6명이 부상을 입는다. 해병대가 용산경찰서로 들이닥칠 때까지 용산서 관계자들은 상부로부터 아무런 지시도 받지 못했다.

#### 한강 인도교 증원 병력의 늦은 시내 진입과 좌절
진압군 30사단 4개 소대는 육군본부를 향했으나, 시내에서 반란군 공수단으로부터 반란군 30사단의 점령지는 육군본부가 아니라며 저지를 당한다. 그 즉시 소대들을 인솔하던 방첩대는 저지를 하던 공수단에게 육군참모총장에게 연락을 해봐라고 하지만, 30사단이 육군본부로 오도록 명령한 육군참모총장은 전화 연락이 되질 않는다.
육군참모총장은 30사단장에게 4개 소대를 이끌고 오라는 명령을 내린 것만으로 충분하다고 생각하며 여기저기 전화하기가 바빠서 부관에게 이 전화를 받지 못하겠다고 답해버린다.

새벽 4시25분경 장면 총리의 숙소 반도 호텔에서 총리를 체포하려던 박정희 2야전군 부사령관의 부관이 이끌던 공수단 체포조에서 발포가 일어난다.

#### 1야전 사령부 진압군과 2야전 사령부 부사령관 반란군
5월 16일 새벽 4시 30분 반란군 30사단이 점령하기로 되어 있었지만 지체되던 남산KBS에 박정희가 한강을 건너 직행하여 도착한다.
새벽 4시 40분 박정희는 KBS를 떠나 안국동 광명인쇄소로 혁명공약을 가지러 떠나고 새벽 5시 직전 KBS로 돌아온다.
새벽 5시 반공·미국과의 동맹강화·구악일소·경제재건 등을 공약으로 2야전군 부사령관 박정희는 5·16 군사 정변에 참여하여 제2공화국 장면 내각을 위협한다. 라디오 방송으로 6개 항의 ‘혁명공약’을 발표하고, 비상계엄령을 선포했다.
오전 9시 1야전군 사령관 이한림 중장은 새벽 4시에 부재중이던 6군단 작전 참모를 해임하고, 휘하 6군단장에게 반란군에 가담한 포병부대의 철수와 6군단 전 부대에 비상령 하달을 명령한다.
윤보선 대통령은 (박정희와 유원식을 만난 후) 매그루더 미 8군 사령관하고 마샬 그린 대리 대사를 만난다. 존 F. 케네디 정부가 주한 미국 대사를 새로 임명했는데 아직 부임하지 않아 그린이 대리 대사로 있었다. 매그루더와 그린이 찾아가서 '쿠데타군 숫자가 3600명밖에 안 되니까 철수하게 해야겠다'고 했다. 그런데 윤보선은 쿠데타를 막기 위한 조처를 취할 수는 없다는 '우리 군끼리 유혈 사태가 일어나서 되겠는가', 이렇게 나온다.
오후 4시 비상령에 의한 6군단장 작전 명령전 제186호를 하달받은 8사단은 사단 작전과에서 부대 상황을 점검하고, 21연대에 출동 준비 명령을 내린다. 홍제동 부근으로 21연대만을 이동시키거나 21연대와 16연대를 함께 이동 시키는 계획도 세워본다.

#### 국가재건최고회의 군사정부에 시작
5월 16일 직후 박정희는 혁명 초기 상황이 유동적일 때 혁명 주체들에게는 든든한 의지처였고 反혁명세력들에게는 두려움의 대상이었다고 치하한 공수특전단을 덕수궁에 주둔시킨다. 군사혁명위원회가 설치되면서 장도영이 의장에 선임되고 박정희는 부의장에 취임하였다.
5월 16일 밤 9시 8사단의 비상 출동 준비는 끝나고 상부로부터 출동 명령만을 기다리기 시작한다.
5월 17일 군사혁명위원회 부의장 박정희 소장은 육군방첩부대장 이철희 준장에게 육군본부에서 군 수사기관을 동원해서 용공분자를 색출하라고 지시하여, 이철희 준장은 '위험인물 예비검속계획'을 입안하여 계엄사령관 등에게 보고하고 승인을 얻는다.

#### 진압군 출동에 반대되는 포기를 설득한 연락책
5월 18일 쿠데타 발생 이후로 생도들의 외출도 금지시키던 육군사관학교장은 육군본부 회의실에 강금을 당하다시피 하고 사관생도들은 모두 강제로 트럭에 태워져서 서울대학교 학군단 교관 전두환 대위가 앞장서며 동대문에서 국회 앞(현재의 서울시청 앞)을 지나는 시가 행진을 하였다. 쿠데타 후반에 저명한 군인은 아니었던 박정희가 대표자로 나타났다는 이유 등으로 쿠데타가 군부로부터 거의 저지를 당했던 상황이었으나, 이 퍼레이드는 쿠데타가 군부에 지지를 충분히 받고 있는 것으로 오해하게 만들었다.
1군사령부 예하 진압군 출동 명령서 쪽지를 받아오는 역할이던 경향신문사장 한창우씨가 총리를 몰래 만났으나, 자신의 역할과 다르게 육사생도 행진을 근거로 들면서 진압이 아닌 투항을 강하게 회유한다.
혁명이 발생하자 장면 총리는 가르멜 수도원에 피신하여 숨어 있었는데 이 날 나와 내각 총사퇴 및 하야를 선언한다.
진압군으로 출동하려던 강원도 원주시 1야전군 사령관은 박정희 친위조직으로써 위관급 장교로 구성된 공수단 GD팀에 연행되어 와서 덕수궁에 강금된다. 야전군도 혁명을 지지한다며 5사단 병력도 서울에 진주하여 혁명의 종지부를 찍는다.
5월 19일 '위험인물 예비검속계획'에 이어서 장도영 계엄사령관은 포고령 18호를 발표하여, 전국적으로 군과 경찰이 반국가단체에 찬양, 동조가 우려되는 대상자들을 체포하여 구금 한다.
5월 20일 장도영이 내각수반이 되면서 박정희는 군사혁명위원회 의장에 취임하여 혁명위원회를 국가재건최고회의로 개편한다. 중앙정보연구위원회를 폐지하며 국가재건최고회의 산하로 중앙정보부를 설립하고 김종필 정보부장이 취임한다. 이 중앙정보부는 육군 첩보부대, 방첩부대 등에서 기간요원을 차출해 가며 육군방첩부대에 강력한 경쟁자로 등장한다.
5월 26일 국가재건최고회의는 유엔군사령부와의 합의하에 전방으로부터 5개 헌병 중대를 배속 받는다.
국가재건최고회의는 5·16 군사정변 이후 정변 주도세력이 5월 18일에 군사혁명위원회를 개편해 만든 통치기구이다. 입법·사법·행정 3권을 장악한 최고통치기구였으며 1963년 12월 17일 제3공화국이 수립되면서 해체되었다.

### 5·16 군사 정변 직후

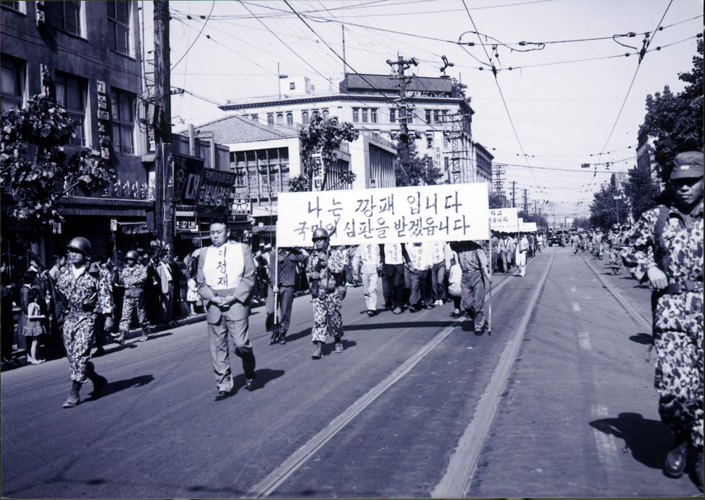
5·16 군사 정변 이후 구악일소(舊惡一消)의 일환으로 육군 공수특전단 대원들에 의해 조리돌림되는 이정재 外 폭력조직원

정변 당시 수많은 인사들의 지지 성명이 있었는데 장준하는 《사상계》 6월호에서 "과거의 방종, 무질서, 타성, 편의주의의 낡은 껍질에서 탈피하여, 일체의 구악을 뿌리 뽑고 새로운 민족적 활로를 개척할 계기를 마련한 것이다."라며 군사정변을 지지하였고 언론인 송건호도 제3공화국 민족적이라고 평가하여 박정희에 대한 지지를 표명하기도 하였다. 또한 정변 한달 뒤, 일제강점기 당시 제암리 학살사건을 폭로한 프랭크 스코필드 박사는 1961년 6월 14일 《코리언 리퍼블릭》지에 '5·16 군사혁명에 대한 나의 견해'라는 글을 발표하였는데 그는 투고의 첫머리에서 '5·16 군사혁명은 필요하고도 불가피한 것을 알게 될 것'이라고 지적하면서 민주당 정권의 부정과 무능을 폭로하며 '한국에는 아직 진정한 민주주의가 시험된 적이 없다.'고 주장하였다.
박정희는 정변 직후 독립운동가 김학규를 사면·복권시켰다. 이후 그가 중풍으로 쓰러져 운신에 지장이 생기자, 박정희는 한학자인 최서면(崔書勉)에게 김학규를 입원시켜 드리고 돌봐 드리도록 부탁하여 국군 병원에 입원할 수 있도록 하였다. 그는 병석에서 입버릇처럼 항상 박정희는 '내 생명의 은인'이라는 말을 하였다.
또한 1962년 3월 1일과 8월 15일 독립운동가 2천여 명에 대한 포상을 단행했다.

#### 진압 관련 군형법 집행
육군참모총장 장도영 중장은 1961년 8월 22일 예편되어 무기 징역을 선고받고 1963년 5월 형집행정지로 풀려난다. 1야전군 사령관 이한림 중장은 2개월 복역후 불기소 처분을, 육사교장 강영훈 중장은 4개월 복역후 불기소 처분을 받는다.
6군단장 김웅수 소장은 '휘하사단에 출동 준비를 시킨 죄', '홍종철, 최영두를 해임 연금한 죄', '혁명에 가담한 휘하 장병의 철수를 명령한 죄'로 징역 10년을 선고 받고 11개월을 복역한다.
8사단장 정강 소장은 '혁명 격퇴 작전 준비 자료를 만든 죄', '부대 출동을 준비시킨 죄'로 징역 12년을 선고 받고 2년 3개월을 복역한다.
30사단장 이상국 준장은 '30사단내 혁명군의 출동을 저지한 죄', '시청 앞에 진압군을 출동시킨 죄'로 징역 10년을 선고 받고 1년을 복역한다.

## 평가와 비판

### 부정적 평가
- 장도영 전육군참모총장은 방첩대의 거짓 보고로 사전에 대비하지 못해서, 쿠데타 사건 하루 전에야 쿠데타 세력의 음모를 파악 하였다고 회고했다.[45] 다 넘어가서 어떻게 할 수 없어서 쿠데타를 저지할 수 없었다고 하였다.[45]  그리고 장도영 육군참모총장은 공수부대 한강변 야간 훈련에 중지 명령을 내렸고, 이 부대들에 육군본부 진입이 염려되어 전투 병력이 아닌[27] 헌병 50여명을 보내 교통 통제를 하려고 하였다고 한다.[46]

- 이철희 전방첩부대장은 육군참모총장에게 쿠데타 음모를 보고한 이후 방첩부대장도 쿠데타에 적극적으로 대처하지 않았다고 8.26 이상국 준장의 반혁명사건 재판에서 증언하였다.[38]

- 방자명 전 15범죄수사대장은 한강 방어 진압군이 조금만 더 버티고 기관총 한두정만 보강이 되었다면 충분히 반란군의 진입을 막을 수 있었다고 회고 하였다.[27] 반란군은 원래 불안한 심리를 가지고 있는데, 어둠 속에 불과 50명의 병력이 한강 다리를 막고 있다고 생각은 하지 못하여, 박정희와 몇 사람이 자살을 하려고 까지 했었기 때문이다.[27]

- 매그루더 UN군 사령관은 5월 16일 아침 11시 30분 윤보선 대통령을 만나러 가서 북한과 체제 대결을 하고 있는데 "대한민국의 재산 민주주의를 수호해야 한다"는 것도 중요하다며 진압을 하라는 압박을 한다.[47]

- 백선엽 전육군참모총장은 쿠데타 직후 군사정부는 쉽게 권력을 포기하지 않을 것이고 정치적, 개인적 자유는 앞으로 오랜 기간동안 심각하게 축소될 것이고, 박정희 등 이른바 혁명주체세력이 공산당과 연결됐을 가능성이 있다며 이들의 사상적 배경에 대해 미국이 조사해야 한다고 주장했다.[48]

- 언론인 함석헌은 "여러분은 아무 혁명이론이 없었습니다. 단지 손에 든 칼만을 믿고 나섰습니다. 그러나 민중은 무력만으로 얻지 못합니다."라고 하며 쿠데타를 비판했다.

- 서중석 역사문제연구소 이사장은 장도영은 박정희를 잘 몰라서, 프락치 중 아무도 없던 남로당 프락치 조직을 수사관한테 알려준 사람, 그런 무서운 성격을 가진 사람이라 필요하다면 장도영도 바로 걷어찰 수 있는 것을 제대로 이해하지 못한 것 아니겠느냐고 볼 수 있다고 한다.[49]

### 긍정적 평가
- 국가재건최고회의는 국가재건최고회의 의장실 일지 5월 16일자로 새벽에 군부의 무혈 혁명이라고 쿠데타 상황을 수록하였다.[50]

- 윤보선 대통령은 쿠데타 직후 박정희 · 유원식(柳原植)의 방문을 받은 자리에서 "올 것이 왔다."는 모호한 논평을 한 것으로 전해진다.[33] 그런데 1980년 전두환 정부에서 윤보선은 5공화국의 국정자문위원회 위원과 1985년 사회복지협회 명예회장, 1986년 민족사(民族史) 바로잡기 국민회의 의장 등을 맡으며, 5공화국에 우호적인 입장을 보이기도 하였으며, 1987년 제13대 대선 때는 여당 후보인 노태우를 지지해 민주화 세력으로부터 비판을 받는다.[51]

- 윤치영 전 대통령 비서실장은 본인이 2개월 가량 굳혀가던 혁명 거사가 드디어 봉기 되었다며 다행이라고 생각하였다.[52] 이미 윤치영은 이승만에게도 나폴레옹, 무솔리니, 케말 파샤 등에 비견되는 권력과 지위를 권한바 있다.[53]

- 반란 직후, 언론인 장준하를 비롯한 당대의 지식인들이 이를 '민족주의적 군사 정변'으로 평가, 지지했다. 박정희는 반란 직후 민정이양과 이른바 혁명과업 수행을 약속하였으므로, 이러한 기대감 속에 당대 지식인들은 국가재건최고회의 등 요직에 진출하기도 했다.

## 후문

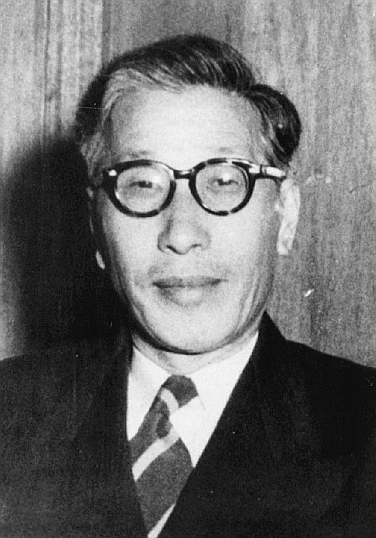
허정

대통령 권한대행이자 내각 수반, 국무총리였던 허정(許政)은 '국제연합군 측의 저지 노력에도 불구하고 혁명은 성공했고, 장면 내각의 총사퇴와 함께 혁명정부가 정권을 정식으로 인수했다.'고 주장했다.
정변 직후 허정은 정부에 전화하였지만 연결되지 못했다. 허정에 의하면 국제연합군이 작전권을 장악하고 있는 대한민국에서 군사정변이 성공할 수 있을까 하는 의심도 있었으나 군사정변은 성공해가고 있었다. 매그루더 국제연합군 사령관의 원대 복귀 호소도 실효를 거두지 못했다. 정변 직후 허정은 장면 총리와 윤보선 대통령에게 연락하였으나 모두 연락이 불통이었다.
그 무렵 매그루더 사령관과 주한 미국 대리대사가 허정을 찾아갔다. 그들의 말로는 정변의 저지를 위해 국제연합군 병력을 동원할 허가를 받으려고 정변이 일어난 직후 대통령 윤보선을 찾아갔다고 한다. 그때 장면 총리는 은신 중이어서 윤 대통령을 찾아갔던 것이다. 그러나 3시간 여에 걸쳐 병력 동원을 허가해주기를 간청했으나 윤 대통령은 끝내 허락해주지 않았다고 한다. 그린 주한미국 대리대사는 '국헌 준수를 서약하고 대통령에 취임한 만큼, 지금 병력 동원을 허락하지 않는 것은 의무의 포기가 하닌가'하고 힐난까지 했다는 것이다. 허정은 1963년 초의 야당 대통령 후보 단일화 경선에서 이 점을 문제삼아 윤보선을 공격하여 언쟁을 벌이기도 했다.
이 쿠데타를 하와이에서 이승만이 측근 윤치영을 통하여 지원하였다는 사실을 알리는 뉴스 보도가 있었다.

## 북한의 예측
북한은 이전부터 한국에서 군사 정변이 발생할 것을 예측하고 상황을 예의 주시해 왔던 것으로 밝혀졌다. 조선 주재 중국 대사관이 정변 당일 작성한 〈남조선 군사 정변 정황〉 보고서에 따르면 북한의 김일 부수상이 대사관 측과 만나 김일성의 위임에 의해 5월 16일 하오 중국 측에 정변에 관한 정세를 설명하면서 "혁명을 지지하는 성명 발표를 준비하고 있다."라고 말했다. 보고서는 또 정변이 박정희와 진보적인 군인들에 의해 발생한 것으로 추정되며, "미제국주의자들에 의해 기도되지 않았을 가능성이 90%"라고 추정했다.
북한은 특히 정변 발생 직후, 군사혁명 주도세력을 남로당계로 보고 당일 지지성명까지 준비했지만 이틀 뒤인 5월 18일 조선로동당 중앙상임위원회 회의에서는 "극심한 반동에 의한 쿠데타이며, 혁명 세력은 반동적인 친미 군인들"이라고 주장했다.
이로 인해 북한은 당초 추진했던 경제개발계획인 〈인민경제 향상을 위한 1차 7개년 계획〉의 시작을 미루는 결정을 내린다. 당시 북한 당국이 중국 외교관에게 전한 회의 내용에는 "우리는 경계를 강화하고 국방 강화에 힘을 집중해야 한다. 올해부터 1963년까지 인민경제계획의 발전을 늦추고 국방과 방어요새 강화에 집중해야 한다."라고 되어 있다.

## 같이 보기
| - 제3공화국 - 제2공화국 - 박상희 - 윤보선 - 곽상훈 - 장면 - 장준하 - 정일형 - 현석호 - 김도연 - 이범석 | - 박순천 - 박정희 - 김종필 - 김영삼 - 윤치영 - 임영신 - 임병직 - 장택상 - 5·15 사건 - 2·26 사건 |